# J-Ska
Als J-Ska (kurz für Japanese Ska) bezeichnet man einen in Japan vorkommenden Musikstil, der sich zwischen Ska und Ska-Punk bewegt.
Der Musikstil entstand in der Zeit um 1980. Zu seinen bekanntesten Vertretern gehört das Tokyo Ska Paradise Orchestra. Nur bedingt dem J-Ska zuzuordnen sind die 1979 gegründeten The Roosters, die überwiegend Rockmusik machen.
Weitere bekannte J-Ska-Bands sind:
- Dallax (gegründet 1998)
- Ska-Flames (gegründet 1985)
- Oi-Skall Mates (gegründet ca. 1997)
- Doberman (gegründet 1998)
- Shaka Labbits (gegründet 1999)
- Yum!Yum!ORANGE (gegründet 1999)
- 175R (gegründet 2001)
- midnightPumpkin (gegründet 2002)
- Ore ska band (gegründet 2003, die vermutlich bekannteste ausschließlich aus Frauen bestehende J-Ska-Band)[4]